# Walid Toufic
Pour les articles homonymes, voir Toufic.
Walid Toufic (en arabe : وليد توفيق) est un chanteur et acteur libanais, né à Tripoli le 8 avril 1954,,.
Il fait ses débuts en 1973 dans l'émission "Studio El Fan (en)" (Studio des artistes), et commence à apparaître dans des films égyptiens. Il deviendra surtout célèbre par la suite par la musique. Il totalise 600 chansons en langue arabe,.
Il est marié à Georgina Rizk, Miss Univers 1971.

## Discographie
- 1992 - Min Elli Assak
- 1993 - Ma Tfakarish
- 1995 - Wahdek Habibi
- 1997 - Damit Ward
- 1999 - Ya Leil
- 2001 - Akbar Garh
- 2002 - Eshar
- 2004 - Ehtimal
- 2006 - Top Hits
- 2007 - Ya Bahr
- 2010 - La Tewedny Aleik
- 2014/2015 - Mehtaj Lo Ganby (à paraître)